# 父なるダゴンと母なるヒュドラ
父なるダゴンと母なるヒュドラ（ちちなるダゴンとははなるヒュドラ、Father Dagon and Mother Hydra）は、クトゥルフ神話に登場する架空の神である。個別の名はダゴン（Dagon）、ヒュドラ（Hydra）であり、「父なる」「母なる」は敬称。

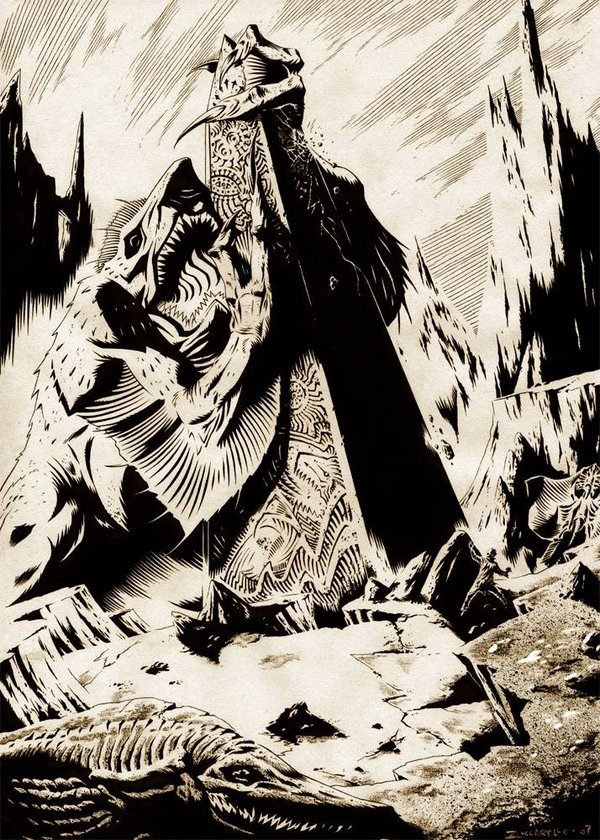
ダゴン

## 父なるダゴン
水棲種族深きものどもの、巨大版。身長6メートル以上、よどんだ両目は突出し、分厚くたるんだ唇と水かきのついた手足を持つ2足歩行をする半魚人と言われる。ダゴンやヒュドラを、小型化し人間大にしたものが、深きものどもだと言える。ダゴンは「深きものどもの長老・指導者」兼「旧支配者クトゥルフに仕える従者（小神、従属神）」と位置付けられる。四大霊では水の精に属する。
ダゴンの初出はハワード・フィリップス・ラヴクラフト（以下HPL）の短編『ダゴン』（1917）に登場する巨大な怪物で、古代人が神と崇めていた怪物が奇妙な遺跡に出現し遭遇した主人公の家まで追って来るという描写をされた。
後に『インスマウスの影』でダゴンを縮小したような深きものどもが登場する。深きものどもは、地上の人間と混血し、ダゴン秘密教団を組織している。
「ダゴン」という名称は、旧約聖書でペリシテ人が崇拝していた「ダゴン神」に由来する。ペリシテは聖書イスラエルの敵であり、ダゴン神はユダヤ視点では異教の神（悪神・悪魔）である。『インスマウスの影』作中でも、登場人物の言にてダゴン教の神は、アスタロト・ベリアル・ベルゼブブなどキリスト教の悪魔達に並んで呼ばれている。
なお、最初期神話作家であるREハワードとCAスミスはダゴンを固有名詞のみ借りて用いている。

### ダゴン＝クトゥルフ？
初期作品『ダゴン』に登場した怪物と、後の『インスマウスの影』で登場したダゴンカルトについて、HPLはダゴンとは何かを明示しなかった。深きものどもはクトゥルフを崇拝するが、では父なるダゴンとは何か、はっきりと示されていないのである。多くの作家がダゴンをクトゥルフの配下とみなして一般化するが、ダゴンをクトゥルフの異名と解釈した者もいる。
例えばオーガスト・ダーレスは、ダゴンを神とみなしていた。現在よく知られているダゴンの設定を一般化させたのはリン・カーターであり、ダゴンをクトゥルフ配下の小神とし、深きものどもの長、ヒュドラを妻であると明記したうえで、後に邪神に「レッサー・オールド・ワン」という分類を提唱しダゴンを位置付ける。ダゴンとヒュドラを夫妻と明記したのもカーターである。クトゥルフ神話TRPGでは、深きものどもの上位個体ということで「唯一の存在」と位置付けつつ、クトゥルフの化身である可能性についても触れている。
カーターに先駆けてフランシス・レイニーは、ダゴンについての先述の矛盾点を指摘した上で、ダゴンを水の精とし、「どうやらラヴクラフトはダゴンをクトゥルフの顕現か、深きものどもを直接支配する者として考えていたらしい」と述べる。ロバート・M・プライスは、『The Innsmouth Cycle』でダゴンとクトゥルフが実際には、同一の存在ではないかと考えたと書いている。 
スペイン映画『DAGON』は、『インスマスの影』を翻案しており、ダゴン＝クトゥルフとして、蛸の姿で登場する。

### 様々な独自設定
ドナルド・タイスン「ネクロノミコン：アルハザードの放浪」では、ダゴンは「旧支配者の七人の帝」に名を連ねている。ダゴン帝は、海水に護られることで、海中では星々の封印を受けることなく自在に活動でき、レヴィアタンやクラーケンとして人間に語り伝えられる。容姿も独特の描写がなされ、その巨体は銀の鱗におおわれながらも半透明であり、首のない頭には閉じることのない単眼が備わる。水を蹴って泳ぐときはその脚は巨大な魚の尾のように見え、しばしば人魚と同一視されるという。月の光のもとでのみ、銀色にかがやく姿を大気中にあらわす。そのため旧支配者の研究者であるマギたちは、七つの惑星のうち月をダゴンに関連付けている。
ブライアン・ラムレイの作品では、長編のダゴンはクティーラ姫の護衛役で、短編のダゴンは霧状に顕現する。

### 日本において
日本のクトゥルフ神話作品では、ダゴン（ダゴン様）に漢字が宛てられることがある。例：堕魂（邪神伝説シリーズ）、陀金様（蔭洲升を覆う影）
田中文雄の『邪神たちの2・26』では、独自の設定がされている。海底神殿に祀られる神像そのものがダゴンである。とてつもない巨体で、ナマズに形容される。異様に大きな頭部はのっぺりと白く、目は小さく、小ぶりな口からは鋭い牙がのぞく。鰓のあたりからは翼のような（翼になりかけたが退化してしまったような・潜水艦の水平翼のような）ものが突き出ている。黒い胴体は鱗だらけで、下半身は正に魚といったもの。同作では妻のヒュドラも登場し、人に化ける女怪であり、頭髪が先端に目のついた触手となる（メドゥーサに近い）。また、ダゴンがクトゥルフの配下であり魚妖たちを統べるという基本設定は踏襲されている。
朝松健の『ギガントマキア1945』にも独自設定で登場。真紅の単眼をもつ巨人であり、海中を自在に泳ぐほか、地上でも実体化する。田中ダゴン、朝松ダゴンともに、ペリシテ人の神とされている。
漫画やアニメでも、ダゴンをモチーフとしたキャラクターは作られている。日本語ではたことだごんを掛けることができるためか、蛸の姿でダゴンの名前のキャラクターも幾つかいる。

## 母なるヒュドラ
ダゴンの妻。邦訳ブレで、「母なるハイドラ」とも。主にダゴンや深きものどもありきで言及され、ヒュドラ単体でフォーカスが当たることは少ない。HPLがダゴン（父なるダゴン）を直接登場させていないことは先にも述べた通りで、母なるヒュドラも作品に登場してはおらず、肉付けは後の神話作家たちに委ねられた。
また同名の神、母なるヒュドラではないヒュドラが別におり、解説書などでも別物と強調注記される。
ヒュドラはダゴンと同種の雌とされることがほとんどであり、ゆえにカットナーの首狩りヒュドラや田中のメデューサヒュドラは際立っている。

## 登場作品
- HPL
  - ダゴン（執筆1917/発表1919）、全集3/定本1/新訳1/新潮2
  - インスマウスの影（執筆1931/発表1936）、全集1/クト8/定本5/新訳1/新潮1など
- ブライアン・ラムレイ：ダゴンの鐘（1988）
- ドナルド・タイスン：ネクロノミコン アルハザードの放浪（2004）
- スチュアート・ゴードン監督：DAGON（2001）
- 田中文雄：邪神たちの2・26（1994）
- 朝松健：ギガントマキア1945（1998）
- 事典：クトゥルー神話小辞典（レイニー改稿版1943）、クトゥルー神話の神神（カーター改稿版1959）